# 邹才能
邹才能（1963年9月—），重庆江北人。石油天然气地质学家，教授级高级工程师，2017年当选为中国科学院院士。现任国家能源页岩气研发（实验）中心主任、中国石油勘探开发研究院副院长。

## 生平
1987年，毕业于西南石油学院（今西南石油大学）勘探系。1987年，分配到中国石油勘探开发研究院地质所工作，先后担任地质所副所长、党支部副书记、书记。2001年，任中国石油勘探开发研究院地物所所长。2003年，任中国石油勘探开发研究院地质所所长。2004年，获中国石油勘探开发研究院矿产普查与勘探专业工学博士学位。2014年10月起，任中国石油勘探开发研究院副院长、党委委员兼廊坊分院院长、党委书记。2016年12月，任国家能源页岩气研发（实验）中心主任。
2017年，当选为中国科学院院士。

## 研究领域
主要从事岩性地层油气藏、连续型油气聚集、大油气区等地质理论创新研究，以及全国重大预探领域、科探井与风险井、勘探技术方法等攻关与评价。